# Vitolio Manukula
Pour le joueur français de rugby à XV (deuxième ligne), voir Alexandre Manukula.
Pas d'image ? Cliquez ici

a Compétitions nationales et continentales officielles uniquement.

Dernière mise à jour le 29 février 2024.
Vitolio Manukula, né le 25 septembre 1984, est un joueur français de rugby à XV qui joue au poste de pilier ou de talonneur. Il joue de 2014 à 2020 à l'AS Béziers Hérault.

## Biographie

### Jeunesse et formation
Vitolio Manukula naît le 25 septembre 1984 à Wallis-et-Futuna. Après avoir obtenu son baccalauréat, il s'installe en France métropolitaine à l'âge de 19 ans. Il rejoint sa sœur à Monteux, dans le Vaucluse, pour poursuivre ses études, un BTS d’électro technicien. À ce moment-là, il n'a encore jamais joué au rugby, mais pratiquait le Va'a, un sport traditionnel polynésien. Cependant, son gabarit le fait repérer par un entraîneur de rugby local. Manukula accepte d'essayer ce nouveau sport. Il rejoint alors le club de rugby à XV de Pernes-les-Fontaines, en Promotion d’honneur, où il joue au poste d'ailier ou de centre.

### Carrière professionnelle
Ensuite, Vitolio Manukula progresse petit à petit, jouant en Fédérale 3 à L’Isle-sur-la-Sorgue, puis en Fédérale 2 à Sorgues, avant d'être recruté par le Stade aurillacois en 2006, qui évoluait alors en Fédérale 1. Il y joue durant cinq saisons, au poste de talonneur et participe à la remontée du club en deuxième division en 2007.
Il est ensuite repéré par l'Aviron bayonnais, où il s'engage en 2011, signant un contrat de deux ans. Il fait ainsi ses débuts en Top 14 dans le Pays basque et joue principalement au poste de pilier (droit et gauche). Un an après son arrivée, il prolonge son contrat jusqu'en 2014.
À l'issue de son contrat avec Bayonne, il rejoint l'AS Béziers en Pro D2,. En 2016, il prolonge d'une année son contrat. À Béziers, il est utilisé principalement comme pilier droit.
En fin de saison 2019-2020, après six saisons passée dans l'Hérault, Vitolio Manukula met un terme à sa carrière professionnelle.

## Palmarès
- Stade aurillacois
  - Vainqueur du Championnat de France de 1re division fédérale (troisième division) en 2007